# Liste des instruments à cordes
 (décembre 2018).
Si vous disposez d'ouvrages ou d'articles de référence ou si vous connaissez des sites web de qualité traitant du thème abordé ici, merci de compléter l'article en donnant les références utiles à sa vérifiabilité et en les liant à la section « Notes et références ».
Cet article recense les instruments à cordes en fonction de leur type: cordes pincées, cordes frappées ou cordes frottées.

## Liste des instruments
| Nom de l'instrument        | Type                                               | Origine |
| -------------------------- | -------------------------------------------------- | --- |
| Adjalin                    | Cordes pincées à l'aide des mains ou d'un plectre  | Bénin |
| Adungu                     | Cordes pincées à l'aide des doigts ou d'un plectre | Ouganda |
| Adyrna                     | Cordes pincées à l'aide des doigts ou d'un plectre | Kazakhstan                                                                                                 |
| Ajaeng                     | Cordes frottées                                    | Corée |
| Altaï yatga                | Cordes pincées à l'aide des doigts ou d'un plectre | Mongolie                                                                                                   |
| Alto                       | Cordes frottées                                    | Italie |
| Anzad                      | Cordes frottées                                    | Berbères                                                                                                   |
| Angélique                  | Cordes pincées à l'aide des doigts ou d'un plectre | Italie |
| Arc musical                | Cordes pincées à frottées à frappées               | Afrique |
| Archiluth                  | Cordes pincées à l'aide des doigts ou d'un plectre | Europe |
| Ardîn                      | Cordes pincées à l'aide des doigts ou d'un plectre | Afrique |
| Armónico                   | Cordes pincées à l'aide des doigts ou d'un plectre | Cuba |
| Arpeggione                 | Cordes frottées                                    | Autriche                                                                                                   |
| Autoharpe                  | Cordes pincées à l'aide des doigts ou d'un plectre | Amérique                                                                                                   |
| Baglama                    | Cordes pincées à l'aide des doigts ou d'un plectre | Grèce |
| Bajo sexto et bajo quinto  | Cordes pincées à l'aide des doigts ou d'un plectre | Mexique |
| Balalaïka                  | Cordes pincées à l'aide des doigts ou d'un plectre | Russie, Ukraine                                                                                            |
| Balalaïka alto             | Cordes pincées à l'aide des doigts ou d'un plectre | |
| Balalaïka basse            | Cordes pincées à l'aide des doigts ou d'un plectre | |
| Balalaïka contrebasse      | Cordes pincées à l'aide des doigts ou d'un plectre | Russie |
| Balalaïka électrique       | Cordes pincées à l'aide des doigts ou d'un plectre | |
| Balalaïka ténor            | Cordes pincées à l'aide des doigts ou d'un plectre | |
| Bandola                    | Cordes pincées à l'aide des doigts ou d'un plectre | Colombie, Venezuela                                                                                        |
| Bandolim                   | Cordes pincées à l'aide des doigts ou d'un plectre | Portugal, Brésil                                                                                           |
| Bandore                    | Cordes pincées à l'aide des doigts ou d'un plectre | |
| Bandoura                   | Cordes pincées à l'aide des doigts ou d'un plectre | Ukraine |
| Bandurria                  | Cordes pincées à l'aide des doigts ou d'un plectre | Espagne, Philippines                                                                                       |
| Banhu                      | Cordes frottées                                    | Chinois |
| Banjo                      | Cordes pincées à l'aide des doigts ou d'un plectre | États-Unis, Irlande                                                                                        |
| Banjo basse                | Cordes pincées à l'aide des doigts ou d'un plectre | |
| Banjo contrebasse          | Cordes pincées à l'aide des doigts ou d'un plectre | |
| Banjo électrique           | Cordes pincées à l'aide des doigts ou d'un plectre | |
| Banjo ténor                | Cordes pincées à l'aide des doigts ou d'un plectre | |
| Banjo-ukulélé              | Cordes pincées à l'aide des doigts ou d'un plectre | |
| Banjoline                  | Cordes pincées à l'aide des doigts ou d'un plectre | États-Unis                                                                                                 |
| Baryton                    | Cordes frottées                                    | Europe |
| Begena                     | Cordes pincées à l'aide des doigts ou d'un plectre | Éthiopie                                                                                                   |
| Berimbau                   | Cordes frappées                                    | Brésil |
| Biwa                       | Cordes pincées à l'aide des doigts ou d'un plectre | Japon |
| Bobre                      | Cordes frappées                                    | Afrique |
| Bolon                      | Cordes pincées à l'aide des doigts ou d'un plectre | Burkina Faso, Mali, Sénégal                                                                                |
| Bordonua                   | Cordes pincées à l'aide des doigts ou d'un plectre | Porto Rico                                                                                                 |
| Bouzouki                   | Cordes pincées à l'aide des doigts ou d'un plectre | Grèce, Irlande                                                                                             |
| Bratsch                    | Cordes frottées                                    | Roumanie                                                                                                   |
| Bulbul tarang              | Cordes pincées à l'aide des doigts ou d'un plectre | Inde, Pakistan                                                                                             |
| Bulgari                    | Cordes pincées à l'aide des doigts ou d'un plectre | Turquie |
| Bundengan                  | Cordes pincées à l'aide des doigts ou d'un plectre | Indonésie                                                                                                  |
| Byzaanchy                  | Cordes frottées                                    | Sibérie |
| Cavaquinho                 | Cordes pincées à l'aide des doigts ou d'un plectre | Portugal                                                                                                   |
| Cellone                    | Cordes frottées                                    | |
| Cetera                     | Cordes pincées à l'aide des doigts ou d'un plectre | France |
| Chakhe                     | Cordes frottées                                    | Thaïlande                                                                                                  |
| Chang                      | Cordes pincées à l'aide des doigts ou d'un plectre | Iran |
| Chanza                     | Cordes pincées à l'aide des doigts ou d'un plectre | Mongolie                                                                                                   |
| Chapey                     | Cordes pincées à l'aide des doigts ou d'un plectre | Cambodge                                                                                                   |
| Chapman stick              | Cordes pincées à l'aide des doigts ou d'un plectre | musique pop                                                                                                |
| Charango                   | Cordes pincées à l'aide des doigts ou d'un plectre | Bolivie, Pérou                                                                                             |
| Chitarra battente          | Cordes pincées à l'aide des doigts ou d'un plectre | Italie |
| Chitarrone                 | Cordes pincées à l'aide des doigts ou d'un plectre | |
| Çifteli                    | Cordes pincées à l'aide des doigts ou d'un plectre | Albanie |
| Cimboa                     | Cordes frottées                                    | Cap-Vert                                                                                                   |
| Cistre                     | Cordes pincées à l'aide des doigts ou d'un plectre | France, Irlande                                                                                            |
| Cithare                    | Cordes pincées à l'aide des doigts ou d'un plectre | Allemagne, Autriche, France, Suisse                                                                        |
| Cithare électrique         | Cordes pincées à l'aide des doigts ou d'un plectre | |
| Citole                     | Cordes pincées à l'aide des doigts ou d'un plectre | |
| Clavi-harpe                | Cordes pincées à l'aide des doigts ou d'un plectre | |
| Clavecin                   | Cordes pincées à clavier                           | Italie |
| Clavicorde                 | Cordes frappées                                    | Europe |
| Clavicymbalum              | Cordes pincées à clavier                           | |
| Clavicytherium             | Cordes pincées à clavier                           | Pays-Bas                                                                                                   |
| Cobza                      | Cordes pincées à l'aide des doigts ou d'un plectre | Roumanie                                                                                                   |
| Contrebassine              | Cordes pincées à l'aide des doigts ou d'un plectre | États-Unis                                                                                                 |
| Contrebasse                | Cordes frottées                                    | Europe |
| Contrebasse électrique     | Cordes frottées                                    | |
| Cosmophone                 | Cordes frottées                                    | |
| Crwth                      | Cordes frottées                                    | |
| Cuatro                     | Cordes pincées à l'aide des doigts ou d'un plectre | Mexique, Porto Rico                                                                                        |
| Cümbüş                     | Cordes pincées à l'aide des doigts ou d'un plectre | Turquie |
| Cymbalum                   | Cordes frappées                                    | Hongrie, Ukraine                                                                                           |
| Dadihu                     | Cordes frottées                                    | Chine |
| Đàn bầu                    | Cordes pincées à l'aide des doigts ou d'un plectre | Viêt Nam                                                                                                   |
| Đàn nguyệt                 | Cordes pincées à l'aide des doigts ou d'un plectre | Viêt Nam                                                                                                   |
| Đàn nhị                    | Cordes frottées                                    | Viêt Nam                                                                                                   |
| Đàn tính                   | Cordes pincées à l'aide des doigts ou d'un plectre | Viêt Nam                                                                                                   |
| Đàn tranh                  | Cordes pincées à l'aide d'onglets                  | Viêt Nam                                                                                                   |
| Đàn tỳ bà                  | Cordes pincées à l'aide des doigts ou d'un plectre | Viêt Nam                                                                                                   |
| Dilruba                    | Cordes frottées                                    | Inde, Malaisie                                                                                             |
| Dixianqin                  | Cordes pincées à l'aide des doigts ou d'un plectre | Chine, Viêt Nam                                                                                            |
| Djoza                      | Cordes frottées                                    | Arabie saoudite                                                                                            |
| Do                         | Cordes pincées à l'aide des doigts ou d'un plectre | Côte d’Ivoire, Mali                                                                                        |
| Dobro                      | Cordes pincées à l'aide des doigts ou d'un plectre | |
| Dombra                     | Cordes pincées à l'aide des doigts ou d'un plectre | Afghanistan, Kazakhstan, Kirghizistan, Mongolie, Ouzbékistan, Tadjikistan, Turkménistan, Turquie           |
| Domra                      | Cordes pincées à l'aide des doigts ou d'un plectre | Russie |
| Dörvön chikhtei khuur      | Cordes frottées                                    | Chine, Mongolie                                                                                            |
| Dotâr                      | Cordes pincées à l'aide des doigts ou d'un plectre | Afghanistan, Iran, Ouzbékistan, Tadjikistan                                                                |
| Doucemelle                 | Cordes frappées                                    | Europe |
| Dranyen                    | Cordes pincées à l'aide des doigts ou d'un plectre | Tibet |
| Dulcimer                   | Cordes pincées à l'aide des doigts ou d'un plectre | Amérique                                                                                                   |
| Ekonting                   | Cordes pincées à l'aide des doigts ou d'un plectre | Bénin, Burkina Faso, Gambie, Ghana, Guinée, Guinée-Bissau, Mali, Nigeria, Sénégal                          |
| Ektara                     | Cordes pincées à l'aide des doigts ou d'un plectre | Bangladesh, Inde                                                                                           |
| Endongo                    | Cordes pincées à l'aide des doigts ou d'un plectre | Ouganda |
| Ennanga                    | Cordes pincées à l'aide des doigts ou d'un plectre | Ouganda |
| Épinette                   | Cordes pincées à clavier                           | Italie |
| Épinette des Vosges        | Cordes pincées à l'aide des doigts ou d'un plectre | France |
| Erhu                       | Cordes frottées                                    | Chine |
| Erxian                     | Cordes frottées                                    | Chine |
| Esraj                      | Cordes frottées                                    | Inde |
| Fiddle                     | Cordes frottées                                    | Irlande |
| Gadoulka                   | Cordes frottées                                    | Bulgarie                                                                                                   |
| Gaohu                      | Cordes frottées                                    | Chine |
| Gardon                     | Cordes pincées à frappées                          | Hongrie |
| Gayageum                   | Cordes pincées à l'aide des doigts ou d'un plectre | Corée |
| Geigenwerk                 | Cordes frottées                                    | |
| Ghaychak                   | Cordes frottées                                    | Iran |
| Giga                       | Cordes frottées                                    | Lettonie                                                                                                   |
| Gigue                      | Cordes frottées                                    | Moyen Âge                                                                                                  |
| Gottan                     | Cordes pincées à l'aide des doigts ou d'un plectre | Japon |
| Gousli                     | Cordes pincées à l'aide des doigts ou d'un plectre | Russie |
| Gravi-kora                 | Cordes pincées à l'aide des doigts ou d'un plectre | |
| Gualambo                   | Cordes frottées                                    | Brésil, Paraguay                                                                                           |
| Gue du Shetland            | Cordes frottées                                    | |
| Guembri                    | Cordes pincées à l'aide des doigts ou d'un plectre | Afrique, Algérie, Mali                                                                                     |
| Guitare                    | Cordes pincées à l'aide des doigts ou d'un plectre | Espagne, Polynésie                                                                                         |
| Guitare à double manche    | Cordes pincées à l'aide des doigts ou d'un plectre | |
| Guitare à douze cordes     | Cordes pincées à l'aide des doigts ou d'un plectre | |
| Guitare acoustique         | Cordes pincées à l'aide des doigts ou d'un plectre | |
| Guitare baroque            | Cordes pincées à l'aide des doigts ou d'un plectre | Espagne |
| Guitare baryton            | Cordes pincées à l'aide des doigts ou d'un plectre | musique pop                                                                                                |
| Guitare basse              | Cordes pincées à l'aide des doigts ou d'un plectre | musique pop                                                                                                |
| Guitare classique          | Cordes pincées à l'aide des doigts ou d'un plectre | Espagne |
| Guitare électrique         | Cordes pincées à l'aide des doigts ou d'un plectre | musique pop                                                                                                |
| Guitare électro-acoustique | Cordes pincées à l'aide des doigts ou d'un plectre | musique pop                                                                                                |
| Guitare flamenca           | Cordes pincées à l'aide des doigts ou d'un plectre | Maures |
| Guitare folk               | Cordes pincées à l'aide des doigts ou d'un plectre | Europe |
| Guitare fretless           | Cordes pincées à l'aide des doigts ou d'un plectre | |
| Guitare-harpe              | Cordes pincées à l'aide des doigts ou d'un plectre | Allemagne                                                                                                  |
| Guitare hawaïenne          | Cordes pincées à l'aide des doigts ou d'un plectre | Hawaï |
| Guitare portugaise         | Cordes pincées à l'aide des doigts ou d'un plectre | Portugal                                                                                                   |
| Guitare ténor              | Cordes pincées à l'aide des doigts ou d'un plectre | |
| Guitarra baiana            | Cordes pincées à l'aide d'un plectre               | Brésil |
| Guitarra de golpe          | Cordes pincées à l'aide des doigts ou d'un plectre | Mexique |
| Guitarra huapanguera       | Cordes pincées à l'aide des doigts ou d'un plectre | Mexique |
| Guitarra panzona           | Cordes pincées à l'aide des doigts ou d'un plectre | Mexique |
| Guitarrón                  | Cordes pincées à l'aide des doigts ou d'un plectre | Mexique |
| Guitarrón mexicano         | Cordes pincées à l'aide des doigts ou d'un plectre | Mexique |
| Guiterne                   | Cordes pincées à l'aide des doigts ou d'un plectre | |
| Guqin                      | Cordes pincées à l'aide des doigts ou d'un plectre | Chine |
| Gusle                      | Cordes frottées                                    | Serbie |
| Guzheng                    | Cordes pincées à l'aide des doigts ou d'un plectre | Chine |
| Hackbrett                  | Cordes frappées                                    | Allemagne, Autriche, Suisse                                                                                |
| Haegeum                    | Cordes frottées                                    | Corée |
| Hammered dulcimer          | Cordes frappées                                    | Amérique, Irlande, Royaume-Uni                                                                             |
| Harpe                      | Cordes pincées à l'aide des doigts ou d'un plectre | Proche-Orient                                                                                              |
| Harpe andine               | Cordes pincées à l'aide des doigts ou d'un plectre | |
| Harpe baroque              | Cordes pincées à l'aide des doigts ou d'un plectre | |
| Harpe celtique             | Cordes pincées à l'aide des doigts ou d'un plectre | Écosse, France, Irlande, Royaume-Uni                                                                       |
| Harpe chromatique          | Cordes pincées à l'aide des doigts ou d'un plectre | |
| Harpe classique            | Cordes pincées à l'aide des doigts ou d'un plectre | |
| Harpe électrique           | Cordes pincées à l'aide des doigts ou d'un plectre | |
| Harpe médiévale            | Cordes pincées à l'aide des doigts ou d'un plectre | |
| Harpejji                   | Cordes frappées                                    | États-Unis                                                                                                 |
| Harpe paraguayenne         | Cordes pincées à l'aide des doigts ou d'un plectre | Paraguay                                                                                                   |
| Harpe triple               | Cordes pincées à l'aide des doigts ou d'un plectre | |
| Hegelung                   | Cordes pincées à l'aide des doigts ou d'un plectre | Philippines                                                                                                |
| Hilun hi kôba              | Cordes pincées à l'aide des doigts ou d'un plectre | Cameroun                                                                                                   |
| Home Swinger               | Cordes pincées à l'aide des doigts ou d'un plectre | |
| Húqín                      | Cordes frottées                                    | Chine |
| Igil                       | Cordes frottées                                    | Mongolie, Sibérie                                                                                          |
| Ikh khuur                  | Cordes frottées                                    | Mongolie, Chine                                                                                            |
| Imzad                      | Cordes frottées                                    | Algérie, Mali                                                                                              |
| Inanga                     | Cordes pincées à l'aide des doigts ou d'un plectre | |
| Jarana                     | Cordes pincées à l'aide des doigts ou d'un plectre | Mexique |
| Jarana huasteca            | Cordes pincées à l'aide des doigts ou d'un plectre | Mexique |
| Jetygen                    | Cordes pincées à l'aide des doigts ou d'un plectre | Kazakhstan                                                                                                 |
| Jinghu                     | Cordes frottées                                    | Chine |
| Jouhikko                   | Cordes frottées                                    | Finlande                                                                                                   |
| Kabosy                     | Cordes pincées à l'aide des doigts ou d'un plectre | Madagascar                                                                                                 |
| Kacapi                     | Cordes pincées à l'aide des doigts ou d'un plectre | Indonésie                                                                                                  |
| Kamânche                   | Cordes frottées                                    | Arménie, Azerbaïdjan, Géorgie, Iran,                                                                       |
| Kamélé n'goni              | Cordes pincées à l'aide des doigts ou d'un plectre | Côte d'Ivoire, Guinée, Mali                                                                                |
| Kankara sanshin            | Cordes pincées à l'aide des doigts ou d'un plectre | Japon |
| Kanklės                    | Cordes pincées à l'aide des doigts ou d'un plectre | Lituanie                                                                                                   |
| Kannel                     | Cordes pincées à l'aide des doigts ou d'un plectre | Estonie |
| Kanoun                     | Cordes pincées à l'aide des doigts ou d'un plectre | Arabie saoudite, Arménie, Azerbaïdjan, Iran                                                                |
| Kantele                    | Cordes pincées à l'aide des doigts ou d'un plectre | Finlande                                                                                                   |
| Kelutviaq                  | Cordes pincées à l'aide des doigts ou d'un plectre | Nunavut |
| Keroncong                  | Cordes pincées à l'aide des doigts ou d'un plectre | Indonésie                                                                                                  |
| Khamak                     | Cordes pincées à l'aide des doigts ou d'un plectre | Bangladesh                                                                                                 |
| Kinnor                     | Cordes pincées à l'aide des doigts ou d'un plectre | Israël |
| Kissar                     | Cordes pincées à l'aide des doigts ou d'un plectre | Afrique, Égypte, Soudan                                                                                    |
| Kobyz                      | Cordes frottées                                    | Kazakhstan, Kirghizistan, Ouzbékistan                                                                      |
| Kobza                      | Cordes pincées à l'aide des doigts ou d'un plectre | Moldavie, Ukraine                                                                                          |
| Kokyū                      | Cordes frottées                                    | Japon |
| Kŏmun'go                   | Cordes frottées                                    | Corée |
| Komuz                      | Cordes pincées à l'aide des doigts ou d'un plectre | Kirghizistan                                                                                               |
| Konghou                    | Cordes pincées à l'aide des doigts ou d'un plectre | Chine |
| Kora                       | Cordes pincées à l'aide des doigts ou d'un plectre | |
| Koto                       | Cordes pincées à l'aide des doigts ou d'un plectre | Japon |
| Krachappi                  | Cordes pincées à l'aide des doigts ou d'un plectre | Thaïlande                                                                                                  |
| Krar                       | Cordes pincées à l'aide des doigts ou d'un plectre | Afrique, Éthiopie                                                                                          |
| Kuitra                     | Cordes pincées à l'aide des doigts ou d'un plectre | Algérie |
| Kundi                      | Cordes pincées à l'aide des doigts ou d'un plectre | |
| Kutiyapi                   | Cordes pincées à l'aide des doigts ou d'un plectre | Philippines                                                                                                |
| Langeleik                  | Cordes pincées à l'aide des doigts ou d'un plectre | Norvège |
| Laouto                     | Cordes pincées à l'aide des doigts ou d'un plectre | Grèce |
| Lap steel guitar           | Cordes pincées à l'aide des doigts ou d'un plectre | |
| Lira da braccio            | Cordes frottées                                    | |
| Lirone                     | Cordes frottées                                    | |
| Liuqin                     | Cordes pincées à l'aide des doigts ou d'un plectre | Chine |
| Liuto forte                | Cordes pincées à l'aide des doigts ou d'un plectre | |
| Loutar                     | Cordes pincées à l'aide des doigts ou d'un plectre | Algérie, Maroc                                                                                             |
| Luth                       | Cordes pincées à l'aide des doigts ou d'un plectre | Iran |
| Luth baroque               | Cordes pincées à l'aide des doigts ou d'un plectre | |
| Luth classique             | Cordes pincées à l'aide des doigts ou d'un plectre | |
| Luth suédois               | Cordes pincées à l'aide des doigts ou d'un plectre | Suède |
| Luth-clavecin              | Cordes pincées à clavier                           | |
| Luthéal                    | Cordes frappées                                    | |
| Lyra                       | Cordes frottées                                    | Arménie, Grèce                                                                                             |
| Lyra-viol                  | Cordes frottées                                    | |
| Lyre                       | Cordes pincées à l'aide des doigts ou d'un plectre | Grèce |
| Lyre antique               | Cordes pincées à l'aide des doigts ou d'un plectre | |
| Lyre au taureau            | Cordes pincées à l'aide des doigts ou d'un plectre | |
| Lyre du Moyen Âge          | Cordes pincées à l'aide des doigts ou d'un plectre | |
| Lyre éthiopienne           | Cordes pincées à l'aide des doigts ou d'un plectre | |
| Malunga                    | Cordes frappées                                    | Inde |
| Mandole algérien           | Cordes pincées à l'aide des doigts ou d'un plectre | Algérie |
| Mandole ténor/alto         | Cordes pincées à l'aide des doigts ou d'un plectre | Allemagne, Amérique, Irlande, Italie                                                                       |
| Mandoline                  | Cordes pincées à l'aide des doigts ou d'un plectre | Inde, Irlande, Italie, Suisse                                                                              |
| Mandoline à résonateur     | Cordes pincées à l'aide des doigts ou d'un plectre | |
| Mandoline country          | Cordes pincées à l'aide des doigts ou d'un plectre | États-Unis                                                                                                 |
| Mandoline électrique       | Cordes pincées à l'aide des doigts ou d'un plectre | |
| Mandoloncelle              | Cordes pincées à l'aide des doigts ou d'un plectre | Italie, Irlande, Suisse,                                                                                   |
| Mandolute                  | Cordes pincées à l'aide des doigts ou d'un plectre | États-Unis                                                                                                 |
| Mandoluth                  | Cordes pincées à l'aide des doigts ou d'un plectre | Algérie |
| Mandore                    | Cordes pincées à l'aide des doigts ou d'un plectre | Europe |
| Marovany                   | Cordes pincées à l'aide des doigts ou d'un plectre | Madagascar                                                                                                 |
| Marxophone                 | Cordes pincées à l'aide des doigts ou d'un plectre | Amérique                                                                                                   |
| Masenqo                    | Cordes frottées                                    | Afrique, Éthiopie                                                                                          |
| Moodswinger                | Cordes pincées à l'aide des doigts ou d'un plectre | |
| Morin khuur                | Cordes frottées                                    | Mongolie                                                                                                   |
| Muselaar                   | Cordes pincées à clavier                           | Europe |
| Mvett                      | Cordes pincées à l'aide des doigts ou d'un plectre | |
| Ngombi                     | Cordes pincées à l'aide des doigts ou d'un plectre | |
| N'goni                     | Cordes pincées à l'aide des doigts ou d'un plectre | |
| Njarka                     | Cordes frottées                                    | Mali |
| Nyatiti                    | Cordes pincées à l'aide des doigts ou d'un plectre | Kenya |
| Nyckelharpa                | Cordes frottées                                    | Suède |
| Octobasse                  | Cordes frottées                                    | France |
| Organistrum                | Cordes frottées                                    | Moyen Âge                                                                                                  |
| Orutu                      | Cordes frottées                                    | Kenya |
| Oud                        | Cordes pincées à l'aide des doigts ou d'un plectre | Orient |
| Pandurina                  | Cordes pincées à l'aide des doigts ou d'un plectre | Italie |
| Pantaléon                  | Cordes frappées                                    | |
| Pandouri                   | Cordes pincées à l'aide des doigts ou d'un plectre | Géorgie |
| Pedal steel guitar         | Cordes pincées à l'aide des doigts ou d'un plectre | musique pop                                                                                                |
| Pena                       | Cordes frottées                                    | Inde |
| Phin                       | Cordes pincées à l'aide des doigts ou d'un plectre | Thaïlande                                                                                                  |
| Phorminx                   | Cordes pincées à l'aide des doigts ou d'un plectre | Grèce |
| Piano                      | Cordes frappées                                    | Italie |
| Piano à queue              | Cordes frappées                                    | Europe |
| Piano à tangentes          | Cordes frappées                                    | Allemagne                                                                                                  |
| Piano acoustique           | Cordes frappées                                    | |
| Piano classique            | Cordes frappées                                    | |
| Piano électrique           | Cordes frappées                                    | |
| Piano électronique         | Cordes frappées                                    | |
| Piano-forte                | Cordes frappées                                    | Italie |
| Piano numérique            | Cordes frappées                                    | |
| Piano-pédalier             | Cordes frappées                                    | |
| Pipa                       | Cordes pincées à l'aide des doigts ou d'un plectre | Chine |
| Pluriarc                   | Cordes pincées à l'aide des doigts ou d'un plectre | Afrique |
| Pochette                   | Cordes frottées                                    | Europe |
| Psalmodicon                | Cordes frottées                                    | Norvège, Suède                                                                                             |
| Psaltérion                 | Cordes frappées                                    | Europe |
| Qanbüs                     | Cordes pincées à l'aide des doigts ou d'un plectre | Afrique, Arabie saoudite                                                                                   |
| Qanûn                      | Cordes pincées à l'aide des doigts ou d'un plectre | Arabie saoudite, Arménie, Azerbaïdjan, Iran                                                                |
| Qinqin                     | Cordes pincées à l'aide des doigts ou d'un plectre | Chine |
| Quinton                    | Cordes frottées                                    | Italie |
| Rabâb                      | Cordes frottées                                    | Afghanistan, Algérie, Arabie saoudite, Inde, Indonésie, Iran, Malaisie, Ouzbékistan, Pakistan, Tadjikistan |
| Rabâb maghrébin            | Cordes frottées                                    | Algérie, Arabie saoudite                                                                                   |
| Rabel                      | Cordes frottées                                    | |
| Ravanhatta                 | Cordes frottées                                    | Inde |
| Rebec                      | Cordes frottées                                    | Maures |
| Requinto                   | Cordes pincées à l'aide des doigts ou d'un plectre | Espagne |
| Ruan                       | Cordes pincées à l'aide des doigts ou d'un plectre | Chine |
| Rubab                      | Cordes pincées à l'aide des doigts ou d'un plectre | Afghanistan, Pakistan                                                                                      |
| Salo                       | Cordes frottées                                    | Thaïlande                                                                                                  |
| Sanshin                    | Cordes pincées                                     | Japon |
| Santour                    | Cordes frappées                                    | Iran |
| Sanxian                    | Cordes pincées à l'aide des doigts ou d'un plectre | Chine |
| Sarangi                    | Cordes frottées                                    | Inde |
| Sarod                      | Cordes pincées à l'aide des doigts ou d'un plectre | Bangladesh, Inde, Malaisie, Pakistan                                                                       |
| Saung                      | Cordes pincées à l'aide des doigts ou d'un plectre | Birmanie                                                                                                   |
| Saw duang                  | Cordes frottées                                    | Thaïlande                                                                                                  |
| Saw sam sai                | Cordes frottées                                    | Thaïlande                                                                                                  |
| Saz                        | Cordes pincées à l'aide des doigts ou d'un plectre | Arménie, Azerbaïdjan, Kurdistan, Turquie                                                                   |
| Scheitholt                 | Cordes pincées à l'aide des doigts ou d'un plectre | Allemagne                                                                                                  |
| Scie musicale              | Cordes frottées                                    | |
| Seprewa                    | Cordes pincées à l'aide des doigts ou d'un plectre | |
| Setâr                      | Cordes pincées à l'aide des doigts ou d'un plectre | Azerbaïdjan, Iran, Tadjikistan,                                                                            |
| Seto                       | Cordes pincées à l'aide des doigts ou d'un plectre | Congo |
| Shahi Baaja                | Cordes pincées à clavier                           | Inde |
| Shamisen                   | Cordes pincées à l'aide des doigts ou d'un plectre | Japon |
| Shuangqing                 | Cordes pincées à l'aide des doigts ou d'un plectre | Chine |
| Sihu                       | Cordes frottées                                    | Chine, Mongolie                                                                                            |
| Simsimiyya                 | Cordes pincées à l'aide des doigts ou d'un plectre | Afrique, Arabie saoudite, Soudan                                                                           |
| Sitar                      | Cordes pincées à l'aide des doigts ou d'un plectre | Bangladesh, Inde, Malaisie, Népal, Pakistan                                                                |
| Sitar électrique           | Cordes pincées à l'aide des doigts ou d'un plectre | Inde |
| Sorud                      | Cordes frottées                                    | Inde, Iran, Pakistan                                                                                       |
| Springtime                 | Cordes pincées à l'aide des doigts ou d'un plectre | |
| Steel guitar               | Cordes pincées à l'aide des doigts ou d'un plectre | Hawaï |
| Sueng                      | Cordes pincées à l'aide des doigts ou d'un plectre | Thaïlande                                                                                                  |
| Suka                       | Cordes frottées                                    | Pologne |
| Sumagoto                   | Cordes pincées à l'aide des doigts ou d'un plectre | Japon |
| Surbahar                   | Cordes pincées à l'aide des doigts ou d'un plectre | Inde |
| Swarmandal                 | Cordes pincées à l'aide des doigts ou d'un plectre | Inde, Pakistan                                                                                             |
| Taishōgoto                 | Cordes pincées à l'aide des doigts ou d'un plectre | Japon |
| Talharpa                   | Cordes frottées                                    | |
| Tambour yaylı              | Cordes pincées à l'aide des doigts ou d'un plectre | Turquie |
| Tambourin à cordes         | Cordes frappées                                    | |
| Tambûr                     | Cordes pincées à l'aide des doigts ou d'un plectre | Afghanistan, Arménie, Azerbaïdjan, Iran, Kurdistan, Ouzbékistan, Pakistan, Tadjikistan, Turquie            |
| Târ                        | Cordes pincées à l'aide des doigts ou d'un plectre | Arménie, Azerbaïdjan, Iran, Ouzbékistan, Tadjikistan, Turquie                                              |
| Tautirut                   | Cordes frottées                                    | Canada, Nunavut                                                                                            |
| Théorbe                    | Cordes pincées à l'aide des doigts ou d'un plectre | Italie |
| Tianqin                    | Cordes pincées à l'aide des doigts ou d'un plectre | Chine |
| Timple                     | Cordes pincées à l'aide des doigts ou d'un plectre | Canaries                                                                                                   |
| Tiple                      | Cordes pincées à l'aide des doigts ou d'un plectre | Amérique latine                                                                                            |
| Tiple colombien            | Cordes pincées à l'aide des doigts ou d'un plectre | Colombie                                                                                                   |
| Tonkori                    | Cordes pincées à l'aide des doigts ou d'un plectre | Japon |
| Touch guitar               | Cordes frappées                                    | musique pop                                                                                                |
| Tres                       | Cordes pincées à l'aide des doigts ou d'un plectre | Cuba, Mexique, Porto Rico                                                                                  |
| Tricardon                  | Cordes pincées à l'aide des doigts ou d'un plectre | |
| Tro                        | Cordes frottées                                    | Cambodge                                                                                                   |
| Trompette marine           | Cordes frottées                                    | Allemagne                                                                                                  |
| Tympanon                   | Cordes frappées                                    | Iran |
| Ukulélé                    | Cordes pincées à l'aide des doigts ou d'un plectre | Madère, Hawaï                                                                                              |
| Ukulélé à résonateur       | Cordes pincées à l'aide des doigts ou d'un plectre | |
| Ukulélé baryton            | Cordes pincées à l'aide des doigts ou d'un plectre | |
| Ukulélé basse              | Cordes pincées à l'aide des doigts ou d'un plectre | |
| Ukulélé contrebasse        | Cordes pincées à l'aide des doigts ou d'un plectre | |
| Ukulélé électrique         | Cordes pincées à l'aide des doigts ou d'un plectre | |
| Ukulélé-harpe              | Cordes pincées à l'aide des doigts ou d'un plectre | |
| Ukulélé soprano            | Cordes pincées à l'aide des doigts ou d'un plectre | |
| Ukulélé ténor              | Cordes pincées à l'aide des doigts ou d'un plectre | |
| Valiha                     | Cordes pincées à l'aide des doigts ou d'un plectre | Madagascar                                                                                                 |
| Vièle                      | Cordes frottées                                    | Europe |
| Vielle à roue              | Cordes frottées                                    | France |
| Vielle organisée           | Cordes frottées                                    | |
| Vihuela                    | Cordes pincées à l'aide des doigts ou d'un plectre | Aragon |
| Villâdivâdyam              | Cordes frappées                                    | Inde |
| Villu                      | Cordes frappées                                    | Inde |
| Vînâ                       | Cordes pincées à l'aide des doigts ou d'un plectre | Inde |
| Viola all'inglese          | Cordes frottées                                    | Italie |
| Viola bastarda             | Cordes frottées                                    | Italie |
| Viola da braccio           | Cordes frottées                                    | |
| Viola organista            | Cordes frottées                                    | Italie |
| Viola pomposa              | Cordes frottées                                    | Allemagne                                                                                                  |
| Violão                     | Cordes pincées à l'aide des doigts ou d'un plectre | Brésil, Portugal                                                                                           |
| Viole caipira              | Cordes pincées à l'aide des doigts ou d'un plectre | Brésil |
| Viole d'amour              | Cordes frottées                                    | Italie |
| Viole d'Orphée             | Cordes frottées                                    | Europe |
| Viole de gambe             | Cordes frottées                                    | Europe |
| Violectra                  | Cordes frottées                                    | |
| Violon                     | Cordes frottées                                    | Italie |
| Violon à pavillon          | Cordes frottées                                    | Roumanie                                                                                                   |
| Violon baroque             | Cordes frottées                                    | Italie |
| Violon d'amour             | Cordes frottées                                    | Europe |
| Violon électrique          | Cordes frottées                                    | |
| Violon Hardanger           | Cordes frottées                                    | Norvège |
| Violon peul                | Cordes frottées                                    | |
| Violon ténor               | Cordes frottées                                    | France, Italie                                                                                             |
| Violoncelle                | Cordes frottées                                    | Italie |
| Violoncelle électrique     | Cordes frottées                                    | |
| Violoncello all'inglese    | Cordes frottées                                    | Italie |
| Violone                    | Cordes frottées                                    | Italie |
| Virginal                   | Cordes pincées à clavier                           | Europe |
| Warr Guitar                | Cordes pincées à l'aide des doigts ou d'un plectre | musique pop                                                                                                |
| Yamatogoto                 | Cordes pincées à l'aide des doigts ou d'un plectre | Japon |
| Yangqin                    | Cordes frappées à l'aide de marteaux               | Chine |
| Yatga                      | Cordes pincées à l'aide des doigts ou d'un plectre | Mongolie                                                                                                   |
| Yehu                       | Cordes frottées                                    | Chine |
| Yueqin                     | Cordes pincées à l'aide des doigts ou d'un plectre | Chine |
| Zheng                      | Cordes pincées à l'aide des doigts ou d'un plectre | Chine |
| Zhongdihu                  | Cordes frottées                                    | Chine |
| Zhongruan                  | Cordes pincées à l'aide des doigts ou d'un plectre | Chine |
| Zhuihu                     | Cordes pincées à l'aide des doigts ou d'un plectre | Chine |

## Sujets connexes
- Une symphonie peut utiliser des cordes frottées (violons, altos, violoncelles, contrebasses), des cordes pincées (harpe), des cordes frappées (piano dans certaines symphonies),
- Liste des bois
- Liste des cuivres
- Liste des instruments à clavier
- Liste des percussions
- Orchestre symphonique
- Organologie
- Pupitre